# ذهب زيمبابوي
الذهب الزيمبابوي (ZiG) هو العملة الرسمية المخطط لها في زيمبابوي، والتي ستصبح وسيلة قانونية للدفع في 8 أبريل 2024،  مدعومة بقيمة 575 مليون دولار أمريكي من الأصول الثابتة. وسيحل محل الدولار الزيمبابوي، الذي عانى من التدهور السريع، حيث تجاوز السعر الرسمي للصرف 30,000 دولار زيمبابوي مقابل الدولار الأمريكي، بينما وصل سعر السوق الموازي إلى 40,000 دولار زيمبابوي للدولار الأمريكي.قبل تقديم الذهب الزيمبابوي، بلغ معدل التضخم السنوي في زيمبابوي 55.3% في مارس 2024. 
من الناحية النظرية، يُقَسَّم ذهب زيمبابوي إلى 100 سنت، والتي اُستُخدِمَت لأول مرة من قبل بورصة زيمبابوي قبل أن يكون للعملة رمز ايزو. اُعتُرِفَ رسميًا بالسنتات من قبل بنك الاحتياطي في زيمبابوي عندما قُدِّمَ رمز العملة للذهب الزيمبابوي في يونيو 2024.  ومع ذلك، فإن أصغر عملة معدنية هي 1 ZiG (ذهب زيمبابوي). 
على الرغم من أن معدل انخفاض قيمة ZiG قد يختلف،  فقد فقدت قيمتها باستمرار منذ طرحها في السوق، وآفاقها على المدى الطويل ضئيلة طالما استمرت واردات الحبوب بكميات كبيرة واستمرت الحكومة في الإنفاق الزائد.   اعتبارًا من نوفمبر 2024، بلغ إجمالي الديون الخارجية على زيمبابوي 21 مليار دولار أمريكي. 

## خلفية
أُعلِنَ عن عملة ZiG في 5 أبريل 2024، حيث أخذت الاسم من رموز ZiG الرقمية، والتي أصبحت متاحة الآن باسم GBDT.  إن عملة ZiG هي المحاولة السادسة التي تقوم بها زيمبابوي منذ عام 2008 لإنشاء عملة جديدة تجعلها مستقلة عن الدولار الأمريكي. 
منذ أزمة العملة في عامي 2008 و2009، أصبح لدى زيمبابوي نظام متعدد العملات. قُدِّمَ في عام 2009 بعد التضخم المفرط للدولار الزيمبابوي الرابع (ZWL). لم تكن هناك عملة زيمبابوية لمدة عشر سنوات. ومع ذلك، في فبراير 2019، قدمت الحكومة الدولار الزيمبابوي (ZWL) على قدم المساواة مع الدولار الأمريكي، ولكن خُفِّضَت قيمته بسرعة إلى 2.50 دولار زيمبابوي لكل دولار أمريكي.  باختصار، من يونيو 2019 إلى مارس 2020، اشترطت الحكومة أن تتم جميع المعاملات بالدولار الزيمبابوي؛ ولكن سرعان ما ثبت أن ذلك غير عملي.  أُستُعيدَ الاستخدام القانوني للعملات الأجنبية وظلت العملة القانونية. 
بحلول أبريل 2024، انخفضت قيمة الدولار الزيمبابوي (دولار RTGS) بشكل كبير لدرجة أن سعر الصرف بلغ 30 ألف دولار زيمبابوي مقابل الدولار الأمريكي رسميًا، وحتى أكثر من ذلك في السوق السوداء.  في ذلك الوقت، كانت الدولارات الأمريكية تمثل أربعة أخماس جميع المعاملات. 

## تاريخ
وفي المناقشات قررت الحكومة إصدار عملة جديدة مدعومة باحتياطيات الذهب، وهي عملة ZiG. 
أُسِّسَ في الأصل بسعر 2.50 ZiG مقابل دولار أمريكي واحد، وبدأ تداول ZiG في 8 أبريل بسعر صرف 13.56 ZiG مقابل دولار أمريكي واحد.  منذ إطلاقه، انخفضت نسبة المعاملات بالدولار الأمريكي من 85% إلى 70%.  وتتوقع الحكومة والبنك المركزي أن يزداد استخدام ZiG في البلاد تدريجياً. كحافز، يُطلب من الشركات دفع خمسين بالمائة من ضرائبها الفصلية بالرمز ZiG.   ومع ذلك، فإن قوى السوق تسببت في فشل حتى الحكومة في التحول إلى العملة الجديدة. وقال جيفت موغانو، الأستاذ الزائر للاقتصاد في كلية إدارة الأعمال بجامعة زيمبابوي: "إن الحكومة [لا تزال] ترفض استخدام أموالها الخاصة لدفع ثمن جوازات السفر والوقود وغيرها من الخدمات". 
بحلول أكتوبر 2024، بعد الأشهر الستة الأولى من التداول، فقدت ZiG رسميًا نصف قيمتها (27 ZiG مقابل 1 دولار أمريكي)، لكنها عانت من خسارة بنسبة 75 بالمائة في السوق غير المنظمة (50 ZiG مقابل 1 دولار أمريكي).  رداً على ذلك، قامت لجنة السياسة النقدية التابعة لبنك الاحتياطي في زيمبابوي في أواخر سبتمبر بتشديد السياسات النقدية مما أدى إلى وقف المزيد من الانخفاض مؤقتًا.   ومع ذلك، على مدى الأشهر الستة التالية، استمرت قيمة ZiG في الانخفاض في السوق غير المنظمة، بحيث لم تتجاوز 5% من قيمتها الأصلية بحلول نهاية فبراير 2025.  كان هذا على الرغم من حقيقة أن سعر الذهب ارتفع بنسبة 24% منذ إصدار ما يسمى بـ "ZiG المدعوم بالذهب" في أبريل 2024،  وتأكيد بنك الاحتياطي في زيمبابوي على أنه أُنفِقَ أكثر من 400 مليون دولار أمريكي على دعم ZiG خلال نفس الفترة. 
ومع ذلك، منذ أن شدد البنك المركزي السياسة النقدية في أكتوبر/تشرين الأول 2024، انخفض معدل التضخم الشهري في زيمبابوي، سواء من حيث الدولار الأمريكي أو ZiG، في فبراير/شباط 2025 إلى 0.5% بالنسبة لـ ZiG و0.2% بالنسبة للدولار الأمريكي. 

## ميزات
أصدر بنك الاحتياطي في زيمبابوي ، خلال عطلة نهاية الأسبوع من 6 أبريل إلى 7 أبريل 2024، ميزات العملة.  

## الفئات

### الأوراق النقدية
أُعلِنَ عن الأوراق النقدية الذهبية في زيمبابوي في ثماني فئات: 1، و2، و5، و10، و20، و50، و100، و200 ZiG؛ ومع ذلك، ذكر إعلان لاحق أن فئات 1، و2، و5 ZiG ستُصدَر بدلاً من ذلك في شكل عملات معدنية. بدأت تداولها في 30 أبريل 2024.  
تتكون أوراق ZiG من ورق قطني، وتحمل صورة طائر زيمبابوي ‏ كعلامة مائية، وجميعها متساوية في الحجم، حيث يبلغ قياسها 155 مـم × 65 مـم (6.1 بوصة × 2.6 بوصة) .
وبحسب مقالة نشرتها صحيفة نيوزداي بتاريخ 31 مايو/أيار 2024، قال محافظ البنك المركزي جون موشيافانهو ‏ إن البنك لن يطرح أوراق نقدية من فئة 50 أو 200 ZiG في أي وقت قريب، لأنه يخشى أن تؤدي الأوراق النقدية الأكبر حجماً إلى زيادة التضخم. طُبِعَت الأوراق النقدية وسُلِّمَت. قال موشيافانهو: "لقد طرحنا معظم الفئات النقدية التي كنا ننوي طرحها. لدينا الآن فئات 1، و2، و5، و10، وZiG20 متداولة". أُكِّدَ أن الفئات 10 و 20 ZiG فقط هي التي ستُصدَر كأوراق نقدية؛ ويُفترض أن الفئات الأقل هي عملات معدنية. ولم ترد أي أنباء عن مصير ورقة الـ 100 ZiG. 
| قيمة    | أبعاد        | اللون الرئيسي | اللون الرئيسي | الوجه الأمامي                         | الوجه الخلفي                                | العلامة المائية       | تاريخ   | تاريخ            | المصدر |
| قيمة    | أبعاد        | اللون الرئيسي | اللون الرئيسي | الوجه الأمامي                         | الوجه الخلفي                                | العلامة المائية       | الطباعة | الإصدار          | المصدر |
| ------- | ------------ | ------------- | ------------- | ------------------------------------- | ------------------------------------------- | --------------------- | ------- | ---------------- | ------ |
| 1 ZiG   | 155 × 65 ملم |               | أزرق          | موازنة الصخور في زيمبابوي ‏ مع الأشجار | يُصب الذهب السائل فوق كومة من 12 سبيكة ذهبية | طائر زيمبابوي ‏ و"RBZ" | 2024    | لم يُصدر          | [ 39 ] |
| 2 ZiG   | 155 × 65 ملم |               | أخضر          | موازنة الصخور في زيمبابوي ‏ مع الأشجار | يُصب الذهب السائل فوق كومة من 12 سبيكة ذهبية | طائر زيمبابوي ‏ و"RBZ" | 2024    | لم يُصدر          | [ 39 ] |
| 5 ZiG   | 155 × 65 ملم |               | لون القرنفل   | موازنة الصخور في زيمبابوي ‏ مع الأشجار | يُصب الذهب السائل فوق كومة من 12 سبيكة ذهبية | طائر زيمبابوي ‏ و"RBZ" | 2024    | لم يُصدر          | [ 39 ] |
| 10 ZiG  | 155 × 65 ملم |               | الأزرق الداكن | موازنة الصخور في زيمبابوي ‏ مع الأشجار | يُصب الذهب السائل فوق كومة من 12 سبيكة ذهبية | طائر زيمبابوي ‏ و"RBZ" | 2024    | 30 أبريل 2024    | [ 39 ] |
| 20 ZiG  | 155 × 65 ملم |               | الخوخ والأخضر | موازنة الصخور في زيمبابوي ‏ مع الأشجار | يُصب الذهب السائل فوق كومة من 12 سبيكة ذهبية | طائر زيمبابوي ‏ و"RBZ" | 2024    | 13 مايو 2024     | [ 39 ] |
| 50 ZiG  | 155 × 65 ملم |               | بني           | موازنة الصخور في زيمبابوي ‏ مع الأشجار | يُصب الذهب السائل فوق كومة من 12 سبيكة ذهبية | طائر زيمبابوي ‏ و"RBZ" | 2024    | سَيُعلن عنها لاحقاً | [ 39 ] |
| 100 ZiG | 155 × 65 ملم |               | أخضر زيتوني   | موازنة الصخور في زيمبابوي ‏ مع الأشجار | يُصب الذهب السائل فوق كومة من 12 سبيكة ذهبية | طائر زيمبابوي ‏ و"RBZ" | 2024    | سَيُعلن عنها لاحقاً | [ 39 ] |
| 200 ZiG | 155 × 65 ملم |               | أحمر          | موازنة الصخور في زيمبابوي ‏ مع الأشجار | يُصب الذهب السائل فوق كومة من 12 سبيكة ذهبية | طائر زيمبابوي ‏ و"RBZ" | 2024    | سَيُعلن عنها لاحقاً | [ 39 ] |
|         |              |               |               |                                       |                                             |                       |         |                  |        |

### العملات المعدنية
جاءت العملات المعدنية بأشكال مختلفة: 1، و2، و5 ZiG. قُدِّمَت في 30 أبريل 2024، جنبًا إلى جنب مع الأوراق النقدية.  
هناك خطط لتقديم العملات المعدنية 1⁄10،و1⁄4، و1⁄2 ZiG أيضًا.
لن تُصدر الأوراق النقدية من نفس الفئات.

## التحويلات

### أسعار الصرف
خسر الدولار الزيمبابوي (ZWL) حوالي 32% من قيمته في التعاملات بين البنوك خلال يومين، لينتقل من 22,950 إلى 33,903 مقابل الدولار الأمريكي. حُوِّلَ إلى ZiG على أساس سعر الذهب ومعدل المبادلة.   في بيان صحفي بتاريخ 6 أبريل 2024، أعلن بنك الاحتياطي في زيمبابوي أن ZWL سيُحَوَّل إلى ZiG بسعر صرف 2498.7242 ZWL مقابل ZiG واحد.   مُنِحَ الزيمبابويون 21 يومًا لتحويل أموالهم النقدية إلى ZiG. 
بدأ تداول ZiG في 8 أبريل 2024 بسعر صرف 13.56 ZiG لكل دولار أمريكي، وسُمِحَ له بعد ذلك بالتعويم بحرية. 
ونتيجة للتضخم، في 27 سبتمبر 2024، خفض بنك الاحتياطي الزيمبابوي قيمة عملته المحلية ZiG بنسبة 42.55% مقابل الدولار الأمريكي.  في شهر سبتمبر 2024، ارتفعت أسعار المستهلك بنسبة 37.2% من حيث ZiG، مقارنة بنحو 0.7% فقط من حيث الدولار الأمريكي خلال نفس الفترة. وقد قورن ذلك بارتفاع بنسبة 5.8% في أسعار ZiG على مدار الشهر السابق (أغسطس). 

### زيمسوتش والبنوك
وُجِّهَت جميع البنوك والمؤسسات المالية لتحويل جميع أرصدة ZWL والالتزامات والحسابات إلى العملة الجديدة ZiG. 